# Івано-Франківська теологічна академія греко-католицької церкви
Івано-Франківська академія Івана Золотоустого Української греко-католицької церкви — вищий богословський навчальний заклад УГКЦ.
Івано-Франківський Теологічно-Катехитичний Духовний Інститут реорганізований у 2000 р. в Івано-Франківську Теологічну Академію. 30 липня 2014 року Теологічну Академію було перейменовано на Івано-Франківський Богословський Університет імени святого Івана Золотоустого. 21 травня 2018 року університет був реорганізований у Приватний заклад вищої освіти «Івано-Франківська академія Івана Золотоустого».
Метою академії є розвиток богословських і філософських наук та пов'язаних із ними дисциплін.

## Історія
Після виходу з підпілля УГКЦ у 1989 р. та проголошення акту незалежности України в 1991 р. розпочалась активна робота з відновлення навчального процесу в Івано-Франківської духовної семінарії УГКЦ імені святого мученика Йосафата, яка була першою на теренах тодішнього СРСР. У ній відбувалося навчання стаціонарно й заочно для кліриків, що вже служили, і майбутніх кліриків. Для лекцій орендувалися авдиторії в різних установах міста, але основним приміщенням був актовий зал монастиря Василіян на Майзлях (м. Івано-Франківськ). Такий вибір був спричинений тим, що перше приміщення семінарії на вулиці Сірика № 3 не змогло вмістити всіх слухачів. Викладачами були професори, виховані до Другої світової війни, частина викладачів була з місцевих вишів, також запрошені були викладачі з української еміграції. Спочатку на перший курс вступило понад 400 семінаристів, а на наступний рік кількість семінаристів разом із заочною формою навчання нараховувала близько 900 осіб. До виникнення й організації навчального закладу доклав зусилля ординарій Івано-Франківський єпископ Софрон Дмитерко. Саме він почав добиватися повернення споруди на вулиці Сестер Василіянок для влаштування в ній духовного навчального закладу. Також він ініціював проведення ремонту в ній задля придатности для навчання. Третім ректором Семінарії був призначений у 1990 р. Іриней Білик.
На базі Духовної семінарії 25 липня 1991 р. Радою з питань релігії при Кабінеті Міністрів УРСР (Держ. Ком. релігій) був зареєстрований «Івано-Франківський теологічно-катехитичний духовний інститут», а семінарія продовжила свою діяльність окремо як «Івано-Франківська Вища духовна семінарія». З отриманням нової реєстрації та залученням більшого професорського складу на базі цієї Семінарії в 1996 році почався випуск Теологічного Інституту. Він згодом і став нинішньою Теологічною академією. На катехитично-педагогічному факультеті почали навчатись монахині й кандидатки в чернецтво. З-за кордону після захисту наукових ступенів в вишах повернулися священники й доповнили професорський склад викладачів із еміграції.
До виникнення Теологічної Академії доклав зусилля єпископ Івано-Франківської єпархії Софрон Мудрий, який був професором ще в період її існування як «Івано-Франківського Теологічно-Катехитичного Духовного Інституту». Він же був призначений у 1994 р. четвертим ректором Івано-Франківської семінарії. Серед перших студентів були не лише вихідці з України, але і з Республіки Білоруси, Мармарощини (Румунія), Російської Федерації тощо.

## Структура

#### Катедри
- богослов'я
- соціально-гуманітарних дисциплін

Навчально-наукові інститути
- Інститут постійної священничої формації

Науково-дослідні інститути
- Інститут канонічного права
- Інститут історії Церкви
- Інститут родини і капеланства